# Кваліфікація Ліги Європи УЄФА 2022—2023
Кваліфікація Ліги Європи УЄФА 2022—2023 розпочалась 4 серпня та завершилася 25 серпня.
27 команд змагалися за 10 путівок до групового етапу Ліги Європи УЄФА 2022—23. 10 переможців раунду плей-оф проходять до групового етапу, де приєднаються до 12 команд, що потрапили до групового етапу напряму та 10 команд, які вибули з кваліфікації Ліги чемпіонів (6 з раунду плей-оф та 4 зі шляху нечемпіонів третього кваліфікаційного раунду).
Час вказано за київським часом (EEST/UTC+3). Місцевий час, якщо відрізняється, вказано в дужках.

## Команди
Третій кваліфікаційний раунд розділяється на два шляхи:
- Шлях чемпіонів (10 команд): у цьому раунді починають 10 команд (включно з 10 командами, які вибули з другого кваліфікаційного раунду (шлях чемпіонів) Ліги чемпіонів).
- Основний шлях (4 команди): у цьому раунді починають 4 команди (включно з 2 командами, які вибули з другого кваліфікаційного раунду (шлях нечемпіонів) Ліги чемпіонів).

Переможці Третього кваліфікаційного раунду потрапляють до спільного раунду:
- Раунд плей-оф (20 команд): у цьому раунді починають 13 команд (включно з 6 командами, які вибули з третього кваліфікаційного раунду (шлях чемпіонів) Ліги чемпіонів).

Усі команди, що вибули з кваліфікації, потрапляють до Ліги конференцій:
- 5 команд, що вибули в третьому кваліфікаційному раунді (шлях чемпіонів) потрапляють до раунду плей-оф (шлях чемпіонів).
- 2 команди, що вибули в третьому кваліфікаційному раунді (основний шлях) потрапляють до раунду плей-оф (основний шлях).
- 10 команд, що вибули у раунді плей-оф, потрапляють до групового етапу.

Нижче наведено команди, що потрапили до Шляху чемпіонів (разом зі своїми клубними коефіцієнтами 2022), згруповані за стартовим раундом.
| Значення кольорів                                                                        |
| ---------------------------------------------------------------------------------------- |
| Переможці раунду плей-оф (потрапляють до групового етапу)                                |
| Команди, що програли у раунді плей-оф (груповий етап Ліги конференцій)                   |
| Команди, що програли у третьому кваліфікаційному раунді (раунд плей-оф Ліги конференцій) |

| Команда                    | КК     |
| -------------------------- | ------ |
| Гент                       | 27.500 |
| Лудогорець[ЛЧ-К3-Ч]        | 23.000 |
| Шериф[ЛЧ-К3-Ч]             | 22.500 |
| Ференцварош[ЛЧ-К3-Ч]       | 15.500 |
| Аполлон (Лімасол)[ЛЧ-К3-Ч] | 14.000 |
| Жальгіріс[ЛЧ-К3-Ч]         | 8.000  |
| Аустрія (Відень)           | 7.770  |
| Гартс                      | 7.340  |
| Омонія                     | 7.000  |
| Сівасспор                  | 6.500  |
| Дніпро-1                   | 6.360  |
| Сількеборг                 | 5.435  |
| Пюнік[ЛЧ-К3-Ч]             | 4.250  |

| Команда                      | КК     |
| ---------------------------- | ------ |
| Олімпіакос[ЛЧ-К2-Ч]          | 41.000 |
| Мальме[ЛЧ-К2-Ч]              | 23.500 |
| Марибор[ЛЧ-К2-Ч]             | 14.000 |
| Слован (Братислава)[ЛЧ-К2-Ч] | 13.000 |
| ГІК[ЛЧ-К2-Ч]                 | 8.500  |
| Ф91 Дюделанж[ЛЧ-К2-Ч]        | 8.500  |
| Шемрок Роверс[ЛЧ-К2-Ч]       | 7.000  |
| Цюрих[ЛЧ-К2-Ч]               | 7.000  |
| Лінфілд[ЛЧ-К2-Ч]             | 5.000  |
| Шкупі[ЛЧ-К2-Ч]               | 4.500  |

| Команда                | КК     |
| ---------------------- | ------ |
| Партизан               | 24.500 |
| Фенербахче[ЛЧ-К2-Н]    | 14.500 |
| АЕК (Ларнака)[ЛЧ-К2-Н] | 7.500  |
| Словацко               | 5.560  |

Позначки
1. ЛЧ-К3-Ч Команда, яка вибула з третього кваліфікаційного раунду Ліги чемпіонів (шлях чемпіонів).
2. ЛЧ-К2-Ч Команда, яка вибула з другого кваліфікаційного раунду Ліги чемпіонів (шлях чемпіонів).
3. ЛЧ-К2-Н Команда, яка вибула з другого кваліфікаційного раунду Ліги чемпіонів (шлях нечемпіонів).

## Розклад матчів і жеребкувань
Розклад змагання наведено у таблиці нижче (усі жеребкування проводяться у штаб-квартирі УЄФА у  Ньйоні).
| Раунд                        | Дата жеребкування | Перші матчі    | Матчі-відповіді |
| ---------------------------- | ----------------- | -------------- | --------------- |
| Третій кваліфікаційний раунд | 18 липня 2022     | 4 серпня 2022  | 11 серпня 2022  |
| Раунд плей-оф                | 1 серпня 2022     | 18 серпня 2022 | 25 серпня 2022  |

## Третій кваліфікаційний раунд
Жеребкування відбулося 18 липня 2022 року о 14:00 (13:00 CEST) у  Ньйоні.

### Команди
Третій кваліфікаційний раунд складається з 16 команд, розділених на два шляхи:
- Шлях чемпіонів (10 команд): 10 команд, які вибули з другого кваліфікаційного раунду (шлях чемпіонів) Ліги чемпіонів, які на момент жеребкування не були відомі. У цьому раунді команди не поділяються на сіяних та несіяних (відкрите жеребкування).
- Основний шлях (4 команд): Для жеребкування команди діляться наступним чином:
  - Сіяні: 2 команди, які починають з цього раунду напряму.
  - Несіяні: 2 команди, які вибули з другого кваліфікаційного раунду (шлях нечемпіонів) Ліги чемпіонів, які на момент жеребкування не були відомі.

Команди з однієї асоціації не можуть грати одна проти одної. Перша команда з кожної пари грає перший матч вдома.
| - Слован (Братислава) - Шкупі - Цюрих - ГІК - Лінфілд - Мальме - Шемрок Роверс - Марибор - Олімпіакос - Ф91 Дюделанж |

| Сіяні                 | Несіяні                      |
| --------------------- | ---------------------------- |
| - Партизан - Словацко | - АЕК (Ларнака) - Фенербахче |

Переможці пройдуть до раунду плей-оф. В той час, як переможені команди шляху чемпіонів перейдуть до раунду плей-оф (шлях чемпіонів) Ліги конференцій, а переможені команди з основного шляху перейдуть до раунду плей-оф (основний шлях) Ліги конференцій.

### Результати
Перші матчі відбулися 4 серпня, а матчі-відповіді — 11 серпня 2022 року.
| Команда 1     | Заг.           | Команда 2           | 1-й матч | 2-й матч |
| ------------- | -------------- | ------------------- | -------- | -------- |
| Мальме        | 5:2            | Ф91 Дюделанж        | 3:0      | 2:2      |
| Шемрок Роверс | 5:2            | Шкупі               | 3:1      | 2:1      |
| Лінфілд       | 0:5            | Цюрих               | 0:2      | 0:3      |
| Олімпіакос    | 3:3 (пен. 4:3) | Слован (Братислава) | 1:1      | 2:2 (дч) |
| Марибор       | 0:3            | ГІК                 | 0:2      | 0:1      |

| Команда 1     | Заг. | Команда 2 | 1-й матч | 2-й матч |
| ------------- | ---- | --------- | -------- | -------- |
| АЕК (Ларнака) | 4:3  | Партизан  | 2:1      | 2:2      |
| Фенербахче    | 4:1  | Словацко  | 3:0      | 1:1      |

### Матчі
| 4 серпня 2022 20:00 (19:00 CEST) |

| Мальме                                            | 3:0      | Ф91 Дюделанж |
| ------------------------------------------------- | -------- | ------------ |
| - Кісе Телін 54' - Тойвонен 81' - Бірманчевич 85' | Протокол |              |

| Еледа, Мальме Глядачів: 11 172 Арбітр: Енеа Йоргі (Албанія) |

| 11 серпня 2022 21:00 (20:00 CEST) |

| Ф91 Дюделанж             | 2:2      | Мальме                     |
| ------------------------ | -------- | -------------------------- |
| - Хаджі 56' - Сінані 61' | Протокол | - Турай 50' - Тойвонен 52' |

| Стад де Люксембург, Люксембург Глядачів: 898 Арбітр: Рікардо де Бургос (Іспанія) |

| 4 серпня 2022 22:00 (20:00 IST) |

| Шемрок Роверс                                | 3:1      | Шкупі       |
| -------------------------------------------- | -------- | ----------- |
| - Берк 13' (пен.) - Воттс 29' - O'Нілл 90+8' | Протокол | - Кевін 77' |

| Талла, Дублін Глядачів: 6 455 Арбітр: Бартош Франковський (Польща) |

| 9 серпня 2022 22:00 (21:00 CEST) |

| Шкупі             | 1:2      | Шемрок Роверс            |
| ----------------- | -------- | ------------------------ |
| - Адетунджі 90+4' | Протокол | - Гаффні 65' - Емаху 85' |

| Тоше Проескі, Скоп'є Глядачів: 4 870 Арбітр: Олексій Кульбаков (Білорусь) |

| 4 серпня 2022 21:45 (19:45 BST) |

| Лінфілд | 0:2      | Цюрих                     |
| ------- | -------- | ------------------------- |
|         | Протокол | - Айєгун 8' - Ньйонто 64' |

| Віндзор Парк, Белфаст Глядачів: 3 044 Арбітр: Марко Ді Белло (Італія) |

| 11 серпня 2022 20:00 (19:00 CEST) |

| Цюрих                           | 3:0      | Лінфілд |
| ------------------------------- | -------- | ------- |
| - Авдіяй 11', 26' - Сантіні 84' | Протокол |         |

| Летцигрунд, Цюрих Глядачів: 7 904 Арбітр: Гарм Осмерс (Німеччина) |

| 4 серпня 2022 22:00 |

| Олімпіакос      | 1:1      | Слован (Братислава) |
| --------------- | -------- | ------------------- |
| - Ель-Арабі 86' | Протокол | - Грін 63'          |

| Георгіос Караїскакіс, Пірей Глядачів: 15 585 Арбітр: Лоуренс Віссер (Бельгія) |

| 11 серпня 2022 21:30 (20:30 CEST) |

| Слован (Братислава)                              | 1:1 (дч) | Олімпіакос                                       |
| ------------------------------------------------ | -------- | ------------------------------------------------ |
| - Шапоньїч 90+4'                                 | Протокол | - Цінкернагель 54'                               |
|                                                  | Пенальті |                                                  |
| - Рамірес - Шапоньїч - Куцка - Грін - Чакветадзе | 3:4      | - Кунде - Бухалакіс - Масурас - Піпа - Вальбуена |

| Національний футбольний стадіон, Братислава Глядачів: 18 133 Арбітр: Гленн Нюберг (Швеція) |

| 4 серпня 2022 21:15 (20:15 CEST) |

| Марибор | 0:2      | ГІК                         |
| ------- | -------- | --------------------------- |
|         | Протокол | - Браун 47' - Радулович 64' |

| Людські врт, Марибор Глядачів: 6 000 Арбітр: Георгі Кабаков (Болгарія) |

| 11 серпня 2022 19:00 |

| ГІК            | 1:0      | Марибор |
| -------------- | -------- | ------- |
| - Гостікка 54' | Протокол |         |

| Болт Арена, Гельсінкі Глядачів: 6 487 Арбітр: Тобіас Штілер (Німеччина) |

| 4 серпня 2022 18:30 |

| АЕК (Ларнака)                | 2:1      | Партизан    |
| ---------------------------- | -------- | ----------- |
| - Гарсія 34' - Мілічевіч 70' | Протокол | - Меніг 18' |

| АЕК Арена, Ларнака Глядачів: 4 250 Арбітр: Андріс Трейманіс (Латвія) |

| 11 серпня 2022 22:00 (21:00 CEST) |

| Партизан                 | 2:2      | АЕК (Ларнака)           |
| ------------------------ | -------- | ----------------------- |
| - Рікарду Гоміш 24', 54' | Протокол | - Дюрчо 51' - Фараж 57' |

| Партизан, Белград Глядачів: 10 802 Арбітр: Хосе Марія Санчес (Іспанія) |

| 4 серпня 2022 20:00 |

| Фенербахче                             | 3:0      | Словацко |
| -------------------------------------- | -------- | -------- |
| - Мор 16' - Лінкольн Енріке 45+1', 81' | Протокол |          |

| Шюкрю Сараджоглу, Стамбул Глядачів: 35 536 Арбітр: Жуан Піньєйру (Португалія) |

| 11 серпня 2022 20:00 (19:00 CEST) |

| Словацко      | 1:1      | Фенербахче   |
| ------------- | -------- | ------------ |
| - Шашінка 58' | Протокол | - Дурсун 56' |

| Мирослав Валента, Угерске Градіште Глядачів: 6 520 Арбітр: Никола Дабанович (Чорногорія) |

## Раунд плей-оф
Жеребкування відбулося 2 серпня 2022 року о 14:00 (13:00 CEST) у  Ньйоні.

### Команди
У Раунді плей-оф змагаються 20 команд, які для жеребкування діляться на чотири «групи пріоритетів» наступним чином:
- Пріоритет 1: 6 з 7 команд, які починають з цього раунду напряму.
- Пріоритет 2: 6 команд, які вибули з третього кваліфікаційного раунду (шлях чемпіонів) Ліги чемпіонів, які на момент жеребкування ще не були відомі.
- Пріоритет 3: 5 переможців третього кваліфікаційного раунду (шлях чемпіонів), які на момент жеребкування ще не були відомі.
- Пріоритет 4: 1 з 7 команд, які починають з цього раунду напряму, а також 2 переможця третього кваліфікаційного раунду (основний шлях), які на момент жеребкування ще не були відомі.

Порядок жеребкування:
1. Команди з пріоритету 1 (6 команд) зводять з командами з пріоритету 4 (3 команди), поки не закінчаться команди у пріоритеті 4.
2. Команди, що залишилися у пріоритеті 1 (3 команди) зводять з командами з пріоритету 3 (5 команд) допоки не закінчаться команди у пріоритеті 1.
3. Команди, що залишилися у пріоритеті 3 (2 команди) зводять з командами з пріоритету 2 (6 команд) допоки не закінчаться команди у пріоритеті 3.
4. Команди, які залишилися у пріоритеті 2 (4 команд) зводять одна з одною.

Команди з однієї асоціації не можуть бути зведені в одну пару. Також, відповідно до рішення виконавчого комітету УЄФА від 27 травня 2022 року, команди з України та Білорусі будуть розводитися між собою по різних парах. Окрім того, команди з Азербайджану та Вірменії не можуть грати одна з одною. В кожній парі перша команда є господарем першого матчу.
| Пріоритет 1                                                           | Пріоритет 2                                                                                        | Пріоритет 3                                                                            | Пріоритет 4                                         |
| --------------------------------------------------------------------- | -------------------------------------------------------------------------------------------------- | -------------------------------------------------------------------------------------- | --------------------------------------------------- |
| - Гент - Аустрія (Відень) - Гартс - Сівасспор - Дніпро-1 - Сількеборг | - Аполлон (Лімасол)[ЛЧ] - Ференцварош[ЛЧ] - Лудогорець[ЛЧ] - Шериф[ЛЧ] - Жальгіріс[ЛЧ] - Пюнік[ЛЧ] | - Мальме[3КР Ч] - Шемрок Роверс[3КР Ч] - Цюрих[3КР Ч] - Олімпіакос[3КР Ч] - ГІК[3КР Ч] | - АЕК (Ларнака)[3КР О] - Фенербахче[3КР О] - Омонія |

Примітки
1. ЛЧ Команда, що програла в третьому кваліфікаційному раунді Ліги чемпіонів (шлях чемпіонів). Команда-переможець не була відома на момент жеребкування.
2. 3КР Ч Переможець третього кваліфікаційного раунду (шлях чемпіонів). Команда-переможець не була відома на момент жеребкування.
3. 3КР О Переможець третього кваліфікаційного раунду (основний шлях). Команда-переможець не була відома на момент жеребкування.

Переможці кваліфікуються до групового етапу. В той час, як переможені команди перейдуть до групового етапу Ліги конференцій.

### Результати
Перші матчі відбулися 18 серпня, а матчі-відповіді — 25 серпня 2022 року.
| Команда 1         | Заг.           | Команда 2     | 1-й матч | 2-й матч |
| ----------------- | -------------- | ------------- | -------- | -------- |
| Дніпро-1          | 1:5            | АЕК (Ларнака) | 1:2      | 0:3      |
| Гент              | 0:4            | Омонія        | 0:2      | 0:2      |
| Аустрія (Відень)  | 1:6            | Фенербахче    | 0:2      | 1:4      |
| Цюрих             | 3:1            | Гартс         | 2:1      | 1:0      |
| ГІК               | 2:1            | Сількеборг    | 1:0      | 1:1      |
| Мальме            | 5:1            | Сівасспор     | 3:1      | 2:0      |
| Ференцварош       | 4:1            | Шемрок Роверс | 4:0      | 0:1      |
| Аполлон (Лімасол) | 2:2 (пен. 1:3) | Олімпіакос    | 1:1      | 1:1 (дч) |
| Пюнік             | 0:0 (пен. 2:3) | Шериф         | 0:0      | 0:0 (дч) |
| Лудогорець        | 4:3            | Жальгіріс     | 1:0      | 3:3 (дч) |

### Матчі
| 18 серпня 2022 21:00 (20:00 CEST) |

| Дніпро-1     | 1:2      | АЕК (Ларнака)                 |
| ------------ | -------- | ----------------------------- |
| - Сваток 90' | Протокол | - Альтман 16' - Миличевич 29' |

| Футбольна арена Кошиці, Кошиці Глядачів: 3 450 Арбітр: Тобіас Штілер (Німеччина) |

| 25 серпня 2022 19:00 |

| АЕК (Ларнака)                         | 3:0      | Дніпро-1 |
| ------------------------------------- | -------- | -------- |
| - Дюрчо 21' - Лопеш 45' - Енглезу 78' | Протокол |          |

| АЕК Арена, Ларнака Глядачів: 5 500 Арбітр: Давіде Масса (Італія) |

| 18 серпня 2022 21:30 (20:30 CEST) |

| Гент | 0:2      | Омонія                        |
| ---- | -------- | ----------------------------- |
|      | Протокол | - Харалампус 19' - Баркер 76' |

| Геламко Арена, Гент Глядачів: 10 496 Арбітр: Ірфан Пельто (Боснія і Герцеговина) |

| 25 серпня 2022 20:00 |

| Омонія                          | 2:0      | Гент |
| ------------------------------- | -------- | ---- |
| - Какулліс 18' - Харалампус 36' | Протокол |      |

| ГСП, Нікосія Глядачів: 17 002 Арбітр: Георгі Кабаков (Болгарія) |

| 18 серпня 2022 22:00 (21:00 CEST) |

| Аустрія (Відень) | 0:2      | Фенербахче             |
| ---------------- | -------- | ---------------------- |
|                  | Протокол | - Кінг 8' - Дурсун 89' |

| Франц-Горр-Штадіон, Відень Глядачів: 14 000 Арбітр: Даніель Зіберт (Німеччина) |

| 25 серпня 2022 20:00 |

| Фенербахче                                  | 4:1      | Аустрія (Відень)   |
| ------------------------------------------- | -------- | ------------------ |
| - Юксек 12' - Кахведжі 44', 70' - Яндаш 79' | Протокол | - М. Мартінс 45+1' |

| Шюкрю Сараджоглу, Стамбул Глядачів: 35 350 Арбітр: Хесус Хіль Мансано (Іспанія) |

| 18 серпня 2022 20:00 (19:00 CEST) |

| Цюрих                        | 2:1      | Гартс                 |
| ---------------------------- | -------- | --------------------- |
| - Герреро 32' - Джемайлі 34' | Протокол | - Шенкленд 22' (пен.) |

| Кібунпарк, Санкт-Галлен Глядачів: 7 958 Арбітр: Бартош Франковський (Польща) |

| 25 серпня 2022 22:00 (20:00 BST) |

| Гартс | 0:1      | Цюрих       |
| ----- | -------- | ----------- |
|       | Протокол | - Ронер 80' |

| Тайнкасл Парк, Единбург Глядачів: 17 225 Арбітр: Лоуренс Віссер (Бельгія) |

| 18 серпня 2022 19:00 |

| ГІК         | 1:0      | Сількеборг |
| ----------- | -------- | ---------- |
| - Браун 80' | Протокол |            |

| Болт Арена, Гельсінкі Глядачів: 8 237 Арбітр: Жуан Піньєйру (Португалія) |

| 25 серпня 2022 19:30 (18:30 CEST) |

| Сількеборг   | 1:1      | ГІК             |
| ------------ | -------- | --------------- |
| - Фелікс 75' | Протокол | - Абубакарі 40' |

| JYSK Парк, Сількеборг Глядачів: 6 334 Арбітр: Мауріціо Маріані (Італія) |

| 18 серпня 2022 20:00 (19:00 CEST) |

| Мальме                                         | 3:1      | Сівасспор    |
| ---------------------------------------------- | -------- | ------------ |
| - Зейдан 18' - Крістіансен 37' - Мойсандер 68' | Протокол | - Джеймс 30' |

| Еледа, Мальме Глядачів: 12 167 Арбітр: Вільям Коллам (Шотландія) |

| 25 серпня 2022 20:00 |

| Сівасспор | 0:2      | Мальме                             |
| --------- | -------- | ---------------------------------- |
|           | Протокол | - Бірманчевич 76' - Кісе Телін 90' |

| Сівас Арена, Сівас Глядачів: 16 873 Арбітр: Срджан Йованович (Сербія) |

| 18 серпня 2022 19:30 (18:30 CEST) |

| Ференцварош                                 | 4:0      | Шемрок Роверс |
| ------------------------------------------- | -------- | ------------- |
| - Аускі 13' - Траоре 35', 48' - Чивич 90+3' | Протокол |               |

| Групама Арена, Будапешт Глядачів: 15 239 Арбітр: Гленн Нюберг (Швеція) |

| 25 серпня 2022 22:00 (20:00 IST) |

| Шемрок Роверс | 1:0      | Ференцварош |
| ------------- | -------- | ----------- |
| - Лайонс 89'  | Протокол |             |

| Талла, Дублін Глядачів: 7 163 Арбітр: Франсуа Летексьє (Франція) |

| 18 серпня 2022 20:00 |

| Аполлон (Лімасол) | 1:1      | Олімпіакос        |
| ----------------- | -------- | ----------------- |
| - Янга 18'        | Протокол | - Хван Ін Бом 29' |

| ГСП, Нікосія Глядачів: 10 479 Арбітр: Хосе Марія Санчес (Іспанія) |

| 25 серпня 2022 22:00 (21:00 CEST) |

| Олімпіакос                                   | 1:1 (дч) | Аполлон (Лімасол)                 |
| -------------------------------------------- | -------- | --------------------------------- |
| - Масурас 2'                                 | Протокол | - Піттас 90'                      |
|                                              | Пенальті |                                   |
| - М'Віла - де ла Фуенте - Піпа - Ранджелович | 3:1      | - Кір'яку - Піттас - Онженда - Ба |

| Георгіос Караїскакіс, Пірей Глядачів: 20 054 Арбітр: Сандро Шерер (Швейцарія) |

| 18 серпня 2022 20:00 (21:00 AMT) |

| Пюнік | 0:0      | Шериф |
| ----- | -------- | ----- |
|       | Протокол |       |

| ім. Вазгена Саркісяна, Єреван Глядачів: 9 000 Арбітр: Алехандро Ернандес (Іспанія) |

| 25 серпня 2022 20:00 |

| Шериф                                           | 0:0 (дч) | Пюнік                                                          |
| ----------------------------------------------- | -------- | -------------------------------------------------------------- |
|                                                 | Протокол |                                                                |
|                                                 | Пенальті |                                                                |
| - Теян - Амбрі - Діоп - Кпозо - Кікі - Радельїч | 3:2      | - О. Арутюнян - Дашян - Ренцо Самбрано - Гарегінян - Вакуленко |

| Зімбру, Кишинів Глядачів: 6 154 Арбітр: Андреас Екберг (Швеція) |

| 18 серпня 2022 20:45 |

| Лудогорець            | 1:0      | Жальгіріс |
| --------------------- | -------- | --------- |
| - Татомірович 2' (аг) | Протокол |           |

| Хювефарма Арена, Разград Глядачів: 4 951 Арбітр: Іван Кружляк (Словаччина) |

| 25 серпня 2022 19:00 |

| Жальгіріс                         | 3:3 (дч) | Лудогорець                             |
| --------------------------------- | -------- | -------------------------------------- |
| - Урега 1' - Буфф 16' - Ренан 63' | Протокол | - Тіссера 5', 57' - Вердон 120' (пен.) |

| Стадіон ЛФФ, Вільнюс Глядачів: 4 601 Арбітр: Гарм Осмерс (Німеччина) |

## Позначки
1. ↑  Домашній матч Дюделанжу пройшов на стадіоні Стад де Люксембург у місті Люксембург (Люксембург), оскільки їх домашній стадіон — Йос Носбаум у Дюделанжі — не відповідає вимогам УЄФА.
2. ↑  Домашній матч Шкупі пройшов на стадіоні Тоше Проескі у Скоп'є (Пн. Македонія), оскільки їх домашній стадіон — Чаїр у Скоп'є — не відповідає вимогам УЄФА.
3. ↑  Через російське вторгнення, українські клуби грають домашні матчі на нейтральному полі.
4. ↑  Домашній матч Цюриху відбудеться на стадіоні Кібунпарк у Санкт-Галлені (Швейцарія), оскільки на їх домашньому стадіоні — Летцигрунд у Цюриху — буде відбуватися концерт.
5. ↑  Домашній матч Аполлону відбудеться на стадіоні ГСП у Нікосії (Кіпр), оскільки їх домашній стадіон — Ціріон у Лімасолі — не відповідає вимогам УЄФА.
6. ↑  Домашній матч Шерифу відбудеться на стадіоні Зімбру у Кишиневі (Молдова), замість їх домашнього стадіону — СК «Шериф» у Тирасполі — через залучення Придністров'я у російському вторгненні.